# Nelo Risi
Nelo Risi (Milán, Lombardía, 21 de abril de 1920 - Roma, Lacio, 17 de septiembre de 2015) fue un poeta y director de cine italiano.

## Biografía
Nacido en Milán, es hermano de Fernando Risi. Se graduó en medicina como su otro hermano, Dino. A continuación, con el comienzo de la Segunda Guerra Mundial combatió en el frente ruso y fue internado en Suiza. comenzó su obra poética en 1941, publicando Le opere e i giorni. Con el final de la guerra se trasladó a París donde se unió a un grupo de cineastas, encabezado por los estadounidenses Richard Leacock y John Ferno, dedicados a documentar el desastre de la guerra en Europa mediante un conjunto de documentales. Durante este período Risi también publicó su segunda colección de poemas (L'esperienza, 1948) y trabajó como traductor de obras de poesía de Pierre Jean Jouve, Constantino Cavafis, Sófocles, Jules Laforgue y otros.
De vuelta en Italia en 1954 dirigió una docena de documentales sobre figuras populares y momentos en la historia del siglo XX. Hizo su debut en el cine en 1961, con un segmento de la película Le italiane e l'amore; el mismo año comenzó su larga colaboración con la RAI. Durante su carrera cinematográfica Risi ganó dos Nastro d'argento (Cinta de plata), en el año 1960 por la dirección del cortometraje The Brothers Rosselli (1959) y en 1970 por el guion de Diary of a Schizophrenic Girl. En 1970 también obtuvo el Premio Viareggio por su colección de poesía Di certe cose che dette in versi suonano meglio che in prosa. Su estilo de la poesía se conoce como "poética de la habitual" ("dell'usuale poética"), en alusión al intento de comprender las contradicciones y las mistificaciones de la vida cotidiana a través de un lenguaje básico, simple, cerca de un estilo de diario. Risi murió el 17 de septiembre de 2015 en Roma a la edad de 95 años.

## Trayectoria

### Obra
- Le opere e i giorni (1941)
- L´esperienza (1948)
- Polo teso (1956)
- Il contromemoriale (1957)
- Civilissimo (1958)
- Pensieri elementari (1961)
- Minime Massime (1962)
- Dentro la sostanza (1966)
- Di certe cose (1970)
- Amica mia nemica (1975)
- I fabbricanti del "bello" (1982)
- Le risonanze (1987)
- Mutazioni (1991)
- Il mondo in una mano (1994) antología

### Filmografía
- Le italiane e l´amore (1962)
- La strada piu lunga (1965)
- Andremo in citta (1966)
- Diario di una schizofrenica (1968)
- Ondata di calore (1970)
- Una stagione all´inferno (1970)
- La colonna infame (1972)
- Idilio (1980)
- Un amore di donna (1988)
- Per odio, per amore (1990)

### Cortometrajes
- Il delitto Matteotti (1956)
- I fratelli Rosselli (1959)

### Telefilmes
- Le citta del mondo (1975)

### Documentales
- Venecia, entre oriente y occidente (1987)

## Premios y nominaciones
Festival Internacional de Cine de San Sebastián
| Año  | Categoría                         | Película         | Resultado |
| ---- | --------------------------------- | ---------------- | --------- |
| 1970 | Concha de Oro a la mejor película | Ondata di calore | Ganador   |

- Nastro d´Argento, en 1960, al mejor cortometraje por I fratelli Rosselli.
- Viareggio, en 1970, en la sección de poesía por Di certe cose.
- Carducci, en 2007, en la sección de poesía.[9]